# Чемпионат Азии по биатлону 2012
Чемпионат Азии по биатлону проходил в южнокорейском Пхёнчхане с 28 по 31 января 2012. В чемпионате приняли участие сборные Казахстана, Китая, Японии и хозяева из Южной Кореи.
28 января прошли мужской и женский спринты. В мужском спринте на 10 км победителем стал казахстанский спортсмен Александр Червяков, отстрелявший без промахов. Вторым финишировал казахстанец Николай Брайченко, допустивший один промах. Лучшей среди женщин в спринте на 7,5 км стала казахстанка Галина Окольздаева, она так же допустила один промах, её подруга — Анна Кистанова стала пятой, допустив пять промахов.
Во второй день, 29 января проходили мужская и женская индивидуальные гонки на 20 и 15 км. В индивидуальной гонке на 15 км Галина Окольздаева стала второй, а Александр Червяков на дистанции 20 км выиграл вторую для себя золотую медаль.
31 января в последний день соревнований прошла смешанная эстафета, в которой сборная Казахстана в составе Александра Червякова, Николая Брайченко, Анны Кистановой и Галины Окольздаевой завоевала серебряные медали. Первыми финишировали корейцы, а третьими стали японцы.